# Atlas Blue
Atlas Blue era una compagnia aerea a basso costo marocchina, appartenente alla compagnia Royal Air Maroc. È stata fondata il 2004 per offrire voli a basso costo tra l'Europa e il Marocco.
Nel 2010 la compagnia aerea è confluita in Royal Air Maroc e tutti i velivoli hanno effettuato un rebrand con la livrea RAM